# 에우리비아데스
에우리비아데스(현대 그리스어: Εὐρυβιάδης이)는 제2차 그리스-페르시아 전쟁에서 그리스 연합 해군을 이끌게 된 고대 스파르타의 사령관이다.

## 생애
그는 에우리클레이데스의 아들이었고, 기원전 480년 스파르타가 이끄는 펠로폰네소스 도시 국가들은 아테네의 성장하는 힘에 대해 우려를 하고 있었다. 따라서 아테네가 우월한 해군력을 가지고 있었음에도 불구하고 아테네를 위해 복무하기를 원하지 않았기 때문에 그를 지휘관으로 지명했다. 양 진영간의 알력에도 불구하고, 에우리비아데스는 궁극적으로 아테네 해군 사령관 테미스토클레스의 도움을 받았다.
지휘관으로서의 그의 첫 번째 행동은 페르시아 함대와 조우하기 위해 함대를 에우보이아 북쪽의 아르테미시온으로 항해시키는 것이었다. 그들이 도착했을 때 그리스 연합군은 페르시아 해군이 이미 거기에 있음을 발견했으며, 에우리비아데스는 퇴각을 명령했다. 그 대신, 그들은 테미스토클레스를 매수하여 함대를 그곳에서 지키게 하고, 테미스토클레스는 그의 뇌물 중 일부를 에우리비아데스를 지불했다.(적어도 헤로도투스에 따르면). 계속된 아르테미시온 해전에서의 전투는 결정적인 결과를 만들어 내지 못했고, 그리스 연합 해군은 함대를 살라미스 섬으로 이동시켰다.
살라미스에서 에우리비아데스는 처음에는 그리스 연합군이 요새를 건설한 코린토스 지협으로 함대를 옮기고 싶었다. 더 뛰어난 해군 전술을 가졌던 테미스토클레스는 살라미스에서 싸우는 이점을 알았고, 거기서에서 해전을 그곳에서 치르고 싶었다. 에우리비아데스는 고집을 부렸으며, 테미스토클레스는 에우리비아데스에게 그리스 함대 중 가장 큰 전력을 가졌던 아테나이 함대를 퇴각시키겠다고 위협해야 했다. 테미스토클레스가 페르시아 왕 크세르크세스를 속여서 살라미스 해협에서 그리스 함대를 봉쇄하기 위해 섬 주변을 파견하여 함대를 분리시키자, 에우리비아데스는 살라미스를 전장으로 받아들여야 했다. 살라미스 해전에서 그리스는 결정적인 승리를 거두었다. 전투가 끝난 후 에우리비아데스는 페르시아 함대를 추격하는 것을 반대했고, 또한 크세르크세스가 만들어 두렀던 선교를 파괴하기 위해 헬레스폰트 쪽으로 항해하는 것에 반대 했다. 그는 크세르크세스가 그리스에 남아서 육상 전쟁을 수행하다는 것보다 탈출할 수 있기를 바랬다.
스파르타에 돌아온 에우리비아데스는 살라미스에서 성공을 인정받아 올리브 화환을 포상받았다. 테미스토클레스도 비슷한 상을 받았다.